# جر مسعود (جازان)
قرية الجر الأسفل وتدعى أيضاً جر الأعلى، إحدى قرى منطقة جازان وهي قرية سكنية تابعة لبلدية محافظة صبيا جنوب غرب المملكة العربية السعودية، تبعد 2 كم باتجاه الشرق من قرية جخيرة وإلى الغرب 2 كم من قرية [[جر الأسفل (صبيا) 
ومن الشرق جر الأعلى وتعود هذي القرية  اهلها وملك هذي القرية الأساسين للأشراف آل زائر الذروي ]].

## الموقع
تقع الجر الأسفل في السهل الممتد بين جبال السروات شرقاً والشواطئ الشرقية للبحر الأحمر غرباً، بجوار مدينة صبيا في الجزء الجنوبي الغربي من المملكة العربية السعودية، وتبعد حوالي أربعين كيلومترا بالاتجاه الشمالي الشرقي من مدينة جازان، عند خط طول 42 درجة وخط العرض 17 درجة.

## انظر ايضاً
- صبيا
- الحسيني
- جر جبريل

## وصلات خارجية
- بيانات المجلس البلدي من الأمانة العامة لشؤون المجالس البلدية.
- حصر الخدمات بالمدن والقرى بمنطقة جازان.
- دليل الخدمات بمنطقة جازان.
- مصلحة الإحصاءات العامة والمعلومات.